# Gekerbte Schraubenschnecke
Die Gekerbte Schraubenschnecke oder die Gekerbte Schraube (Oxymeris crenulata, häufige Synonyme: Terebra crenulata, Acus crenulatus) ist eine Schnecke aus der Familie der Schraubenschnecken (Gattung Oxymeris), die im westlichen Pazifischen Ozean verbreitet ist. Sie frisst Eichelwürmer, die sie – anders als die meisten Conoidea – ohne Gift überwältigt.

## Merkmale
Oxymeris crenulata trägt ein großes, festes, spitz zulaufendes Schneckenhaus mit etwa 28 gerundeten Umgängen und einem breiten Körperumgang, das bei ausgewachsenen Schnecken bis zu 11,5 cm Länge und 2 cm Breite mit einer bis zu 2 cm langen Gehäusemündung erreicht. Die Gehäusemündung ist breit, die Spindel recht glatt, die Fasciole kurz, aber kräftig. Das Gehäuse ist an jedem Umgang mit kleinen spitzen Knötchen direkt unter der Naht skulpturiert, wobei unter jedem Knötchen eine kleine Einschnürung ist. Die frühen Umgänge weisen axiale Falten, die späteren nur Zuwachsstreifen auf. Die Färbung des Gehäuses ist gelblich-braun bis kremfarben-rosa mit weißen Knötchen, auf dem Körperumgang drei oder vier und auf den übrigen Umgängen zwei spiraligen Reihen rötlich-brauner Punkte sowie kleinen feinen rötlich-braunen Streifen zwischen den Knötchen. 

## Verbreitung und Lebensraum
Oxymeris crenulata ist im Indopazifik vom Roten Meer und der Küste Tansanias über Aldabra, Chagos, Madagaskar, die Maskarenen, Andamanen und Nikobaren sowie den gesamten Pazifischen Ozean bis an die Westküste Mexikos verbreitet. Sie lebt in seichtem Wasser auf sandigen Untergründen.

## Entwicklungszyklus
Wie alle Schraubenschnecken ist Oxymeris crenulata getrenntgeschlechtlich, und das Männchen begattet das Weibchen mit seinem Penis. Die Veliger-Larven schwimmen frei, bevor sie niedersinken und zu kriechenden Schnecken metamorphosieren.

## Ernährung
Oxymeris crenulata besitzt keinen Giftapparat und verschluckt deshalb noch lebende Beute, die sie mit ihrer Pseudoproboscis einsaugt. Sie frisst sandbewohnende Eichelwürmer wie Ptychodera flava. Die Beute wird meist unter dem Sand ergriffen, und zum Fressen bleibt die Schnecke im Sand eingegraben.